# Phelotrupes oberthuri
Phelotrupes oberthuri är en skalbaggsart som beskrevs av Antoine Boucomont 1905. Phelotrupes oberthuri ingår i släktet Phelotrupes och familjen tordyvlar. Inga underarter finns listade i Catalogue of Life.